# Совет Канады по искусству
Совет Канады по искусству (англ. Canada Council for the Arts, фр. Conseil des arts du Canada), или Совет Канады (англ. Canada Council), — правительственная организация Канады, ответственная за развитие и пропаганду канадского искусства. Организация, основанная в 1957 году, предоставляет стипендии и гранты и оказывает поддержку в других формах профессиональным деятелям искусства и творческим коллективам Канады.

## История
Совет основан в 1957 году в соответствии с рекомендациями Королевской комиссии по национальному развитию искусств, литературы и наук (известной также как комиссия Мэсси). Отчёт комиссии описывал ситуацию с искусством в Канаде как крайне плачевную, в особенности отмечая невозможность писателей и композиторов обеспечить себе достойное существование продажей собственных произведений. Для решения описанной проблемы комиссия рекомендовала создать национальный совет по поддержке искусств, литературы, гуманитарных и общественных наук.
Средства на создание совета были получены из налогов на наследство двух крупных промышленников — Джеймса Данна и Айзека Уолтона Киллама. Начальная сумма фонда составляла 50 млн долларов, из которых в ежегодный бюджет Совета поступали полтора миллиона, но уже к 1964 году стало ясно, что этих средств недостаточно, и дальнейшее финансирование было увеличено за счёт ассигнований от государства. Сумму, выделяемую Совету, ежегодно определяет парламент Канады До 1978 года в ведении Совета находились вопросы поддержки как искусств, так и общественных и гуманитарных наук, однако затем, с созданием Совета Канады по социальным и гуманитарным исследованиям, функции были разделены.

## Структурные подразделения
Совет Канады отчитывается перед парламентом Канады через министра наследия Канады, однако, в соответствии с рекомендациями комиссии Мэсси, сохраняет независимость в определении приоритетов и общей политики, равно как и в процессе распределения фондов и грантов. 11 членов Совета и его исполнительный директор назначаются правительственным декретом (директор - на 5 лет, остальные члены Совета - на 3 года, с возможностью продления полномочий на 1 срок).
Совет работает при поддержке профессионального штата, в который входит большое число деятелей искусства, и его политика во многом определяется путём консультаций с такими профессионалами. Для рассмотрения заявок на поддержку при Совете учреждены комиссии по взаимооценке. В конце первого десятилетия XXI века в комиссиях по оценке работали почти 800 деятелей искусства. Среди стипендий и премий, присуждаемых Советом - премия Молсона и Премии генерал-губернатора в области литературы, изборазительного и медиаискусства, а также академические Килламовские стипендии.
Совет Канады по искусству также управляет так называемым Банком изобразительного искусства - крупнейшей в мире коллекцией современного канадского искусства, одалживающей отдельные произведения общественным и частным экспозициям. Кроме того, под эгидой Совета действуют секретариат Канадской комиссии ЮНЕСКО и Комиссия по правам на общественный прокат, занимающаяся выплатами авторам, чьи произведения находятся в канадских библиотеках.